# 库马诺沃市镇

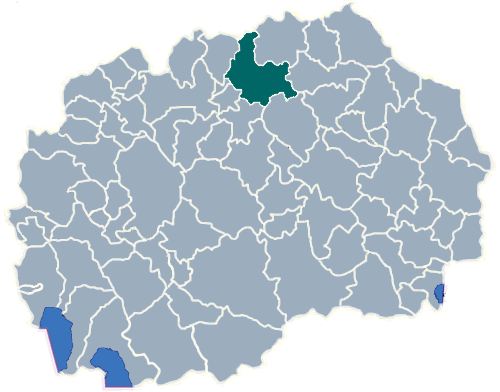

库马诺沃市镇是北马其顿的一个市镇，行政中心为库马诺沃。库马诺沃市镇北邻塞尔维亚，东邻克拉托沃市鎮。库马诺沃市镇是该国东北统计区的一部分。库马诺沃市镇总面积509.48平方公里，总人口105,484。该市镇包含1镇49村。